# Busi
Busi o isola dei Busi (in croato Biševo) è un'isola della Dalmazia centrale, in Croazia, abitata da 15 persone (censimento del 2011). Amministrativamente fa parte del comune della città di Comisa, nella regione spalatino-dalmata.
Il suo nome deriva dalla presenza di numerose grotte ("busi").

## Geografia
L'isola è situata nell'arcipelago di Lissa, 5 km a sud-ovest dell'isola di Lissa, dalla quale è separata dal canale di Busi (Biševski kanal) ed è fra le isole croate più lontane dalla costa della Dalmazia. Busi ha un'area di 5,91 km², uno sviluppo costiero di 18,14 km; il punto più alto dell'isola, il monte Grande (Stražbenica), è alto 239 m, seguono il monte Piccolo (190 m) e il Petrara (191 m).
L'isola è compresa tra punta Gagliola o Gattula (rt Gatula) a nord, punta Vescovo (rt Biskup) a sud-est e punta Pernicosa o Parnicosa (rt Pernikoza) a nord. Le coste sono frastagliate con numerose insenature, tra cui: Sabbionara o Sarbronara (uvala Salbunara), porto Busi (Biševska luka)  e valle Nevaja sul lato occidentale; val Giardino (uvala Žardin), porto Mezzo o Mezzo porto (uvala Mezuporat) e valle Ballon (uvala Balun) sulla costa orientale.
I piccoli centri abitati dell'isola sono: Busi (Biševo), Nevaja e Porto Buso (Potok) al centro dell'isola; Mezzoporto (Mezuporat) sulla costa orientale; Sabbionara (Salbunara) e Porat a nord-ovest.

### Isole adiacenti
- secca Parnicosa[8] (hrid Pernikoza), scoglio a nord dell'isola, a poca distanza da punta Pernicosa; ha un'area di 353 m²[10] 42°59′40″N 16°00′17″E.
- hrid Totac o Točac, scoglio a est di Mezzo porto, a soli 25 m dalla costa; ha un'area di 4590 m²[10] 42°58′54″N 16°01′24″E.
- secca Cancich[7] (hrid Kamik), scoglio a nord-est di punta Gattula, a 200 m dalla costa; ha un'area di 1748 m²[10] 42°57′19″N 16°00′14″E.
- secca Gattula mala[7] (hrid Mala Gatula), scoglio adiacente a punta Gattula; ha un'area di 2235 m²[10] 42°57′12″N 15°59′45″E.

## Storia
La prima menzione di Busi risale al 1050, quando vi fu fondato il monastero benedettino di San Silvestro ad opera di Giovanni Gherlich da Spalato. Il monastero fu però abbandonato un paio di secoli dopo, a causa dei pirati che infestavano l'Adriatico.

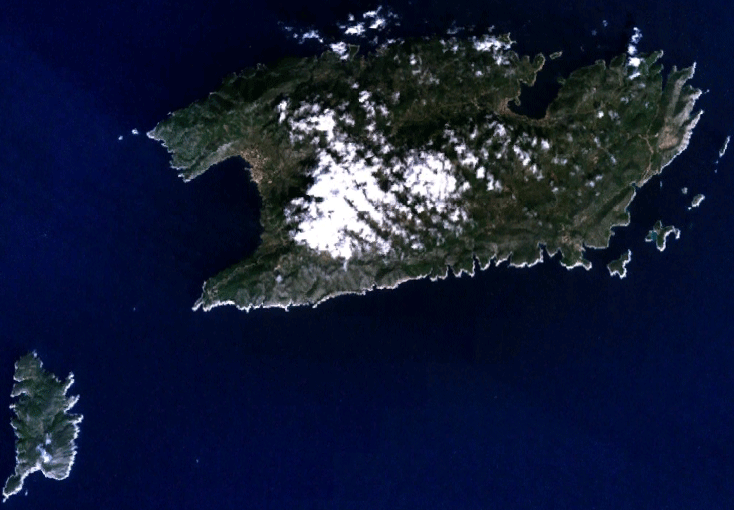
Immagine satellitare di Busi (a sinistra) e Lissa

L'attrazione principale dell'isola è la sua Grotta Azzurra (in croato Modra špilja), che in estate richiama numerosi turisti provenienti da Lissa e Lesina. Scoperta dal barone Eugene von Ransonnet-Villez nel 1884, raggiungibile in barca, si trova nella parte orientale dell'isola, nella valle Ballon vicino a Mezzoporto. La grotta è costituita da un piccolo ingresso di 1,5 m di altezza per una lunghezza complessiva di circa 24 metri e una profondità di circa 16 metri.
Quando il sole è al massimo della sua altezza l'effetto di rifrazione dei raggi solari crea all'interno della grotta un effetto azzurro-argenteo unico nell'Adriatico. Un'altra grotta è quella dell'Orsa (Medvidina špilja).

### Cartografia
- (HR) Mappa topografica della Croazia 1:25000, su preglednik.arkod.hr. URL consultato il 28 aprile 2017.
- G. Giani, Carta prospettiva delle Comuni censuarie della Dalmazia, foglio 8, 1839. Fondo Miscellanea cartografica catastale, Archivio di Stato di Trieste.
- Carta di cabottaggio del mare Adriatico, foglio IX, Milano, Istituto geografico militare, 1822-1824. URL consultato il 6 marzo 2021 (archiviato dall'url originale il 13 aprile 2013).